# Championnat du Timor oriental de football 2021
Navigation
Saison 2019 Saison 2023
La saison 2021 du Championnat du Timor oriental de football est la cinquième édition de la Primeira Divisaun, le championnat de première division au Timor oriental. La compétition se dispute sous la forme d'une poule unique où toutes les équipes se rencontrent une seule fois. A l'issue de la saison, pour permettre le passage du championnat à 10 clubs, les deux derniers sont relégués et remplacés par les quatre meilleures formations de Segunda Divisaun. Toutes les rencontres sont disputées au stade municipal de Dili.
C'est le Karketu Dili FC qui remporte le championnat après avoir terminé en tête du classement final, avec trois points d'avance sur le tenant du titre, Lalenok United et six sur l'AS Ponta Leste. Il s’agit du second titre de champion du Timor oriental de l'histoire du club.

## Les clubs participants
- Karketu Dili FC
- Sport Laulara e Benfica
- Boavista FC
- DIT FC - Promu de D2
- FC Aitana - Promu de D2
- AS Ponta Leste
- Lalenok United
- Assalam FC

## Compétition
Le barème de points servant à établir le classement se décompose ainsi :
- Victoire : 3 points
- Match nul : 1 point
- Défaite : 0 point

### Classement
| Rang | Équipe                  | Pts     | J       | G       | N       | P       | Bp      | Bc      | Diff    |  | Résultats (▼ dom., ► ext.) | Kar | Lal | PLe | Ben | Ass | Ait | DIT |
| ---- | ----------------------- | ------- | ------- | ------- | ------- | ------- | ------- | ------- | ------- |  | -------------------------- | --- | --- | --- | --- | --- | --- | --- |
| 1    | Karketu Dili FC         | 14      | 6       | 4       | 2       | 0       | 6       | 2       | +4      |  | Karketu Dili FC            |     | 1-1 | 1-0 | 1-1 | 1-0 | 1-0 | 1-0 |
| 2    | Lalenok UnitedT         | 11      | 6       | 3       | 2       | 1       | 10      | 6       | +4      |  | Lalenok UnitedT            |     |     | 0-1 | 3-1 | 4-2 | 1-0 | 1-1 |
| 3    | AS Ponta Leste          | 8       | 6       | 2       | 2       | 2       | 4       | 4       | 0       |  | AS Ponta Leste             |     |     |     | 0-0 | 1-1 | 1-2 | 1-0 |
| 4    | Sport Laulara e Benfica | 7       | 6       | 1       | 4       | 1       | 9       | 8       | +1      |  | Sport Laulara e Benfica    |     |     |     |     | 3-3 | 0-0 | 4-1 |
| 5    | Assalam FC              | 6       | 6       | 1       | 3       | 2       | 11      | 12      | -1      |  | Assalam FC                 |     |     |     |     |     | 2-2 | 3-1 |
| 6    | FC AitanaP              | 5       | 6       | 1       | 2       | 3       | 6       | 8       | -2      |  | FC AitanaP                 |     |     |     |     |     |     | 2-3 |
| 7    | DIT FCP                 | 4       | 6       | 1       | 1       | 4       | 6       | 12      | -6      |  | DIT FCP                    |     |     |     |     |     |     |     |
| 8    | Boavista FC             | Forfait | Forfait | Forfait | Forfait | Forfait | Forfait | Forfait | Forfait |  |                            |     |     |     |     |     |     |     |

|  | Champion du Timor oriental 2021                   |
|  | Relégation en Segunda Divisuan                    |
|  | T : Tenant du titre P : Promu de Segunda Divisuan |

## Bilan de la saison
| Championnat du Timor oriental de football 2021 |                            |
| Champion                                       | Karketu Dili FC (2e titre) |
| Coupes et trophées                             |                            |
| Vainqueur de la Coupe du Timor oriental 2021   | Non disputée               |
| Qualifications continentales                   |                            |
| Coupe de l'AFC 2022                            | Aucun                      |
| Promotions et relégations                      |                            |
| Promus en Primeira Divisuan                    | CF Academica               |
| Promus en Primeira Divisuan                    | Porto Taibesse FC          |
| Promus en Primeira Divisuan                    | Emmanuel FC                |
| Promus en Primeira Divisuan                    | Atlético Ultramar          |
| Relégués en Segunda Divisuan                   | DIT FC                     |
| Relégués en Segunda Divisuan                   | Boavista FC forfait        |